# 法定声明
法定声明（statutory declaration；法定陳述書）在英联邦国家，是一种有法律效力的文件，相当于宣誓。
在多种官方场合需要法定声明，往往是补资料不全时的补充。比如，技术移民自雇者或无法获得雇主签署的证明材料者，需要做出法定声明，声明自己的工作经历属实。

## 外部連結
- Statutory Declarations  - Australian Attorney-General's Department （页面存档备份，存于）
- Statutory Declarations Act 1959 (Australia) （页面存档备份，存于）
- Statutory Declarations Regulations 1993 (Australia) （页面存档备份，存于）
- Statutory Declarations Act, 1938 (Ireland)
- Oaths and Declarations Act 1957 (New Zealand) （页面存档备份，存于）